# Kim Ha-neul
Kim Ha-neul (Hangul: 김하늘, născută pe 21 februarie 1978) este un model celebru și actriță din Coreea de Sud. Numele ei, "Ha-neul", înseamnă cer în coreeană. Ea și-a început cariera ca model pentru compania de îmbrăcăminte STORM.

## Cariera
Cariera de actriță și-a început-o în mod serios din 1998. În anul următor, ea apărea în prima ei drama de televiziune "Happy Together" de la SBS. Până în momentul interpretării ei în filmul "Ditto" și interpretării din drama SBS "Piano", Ha-neul și-a construit imaginea unei femei pure, tinere și fragile. După acel moment, Ha-neul s-a îndepărtat de această imagine în primul rând prin asumarea mai multor roluri de comedie, în 2003 în "My Tutor Friend" și în 2004 în "Too Beautiful to Lie". Ambele au fost hit-uri de box-office. În 2008, Ha-neul a avut mare succes cu drama SBS "On Air".
Ha-neul a făcut apoi o altă mișcare îndrăzneață - a jucat în primul ei film de acțiune-comedie "My Girlfriend is an Agent" în 2009. Începând din 16 iunie 2009 "My Girlfriend is an Agent" s-a vândut în peste 4 milioane de bilete în Coreea de Sud și a devenit cel mai mare succes al talentatei actrițe.

## Filmografie

### Seriale TV
- Into the Sunlight (MBC, 1999)
- Happy Together (SBS, 1999)
- Secret (MBC, 2000)
- Piano (SBS, 2001)
- Romance (MBC, 2002)
- Stained Glass (SBS, 2004)
- 90 Days, Time to Love (MBC, 2006)
- On Air (SBS, 2008)
- Road No. 1 (2010)

### Filme
- Bye June (1998)
- Ditto (2000)
- My Tutor Friend (2003)
- Ice Rain (2003)
- Too Beautiful to Lie (2004)
- Dead Friend (2004)
- Almost Love (2006)
- Lovers of Six Years (2008)
- My Girlfriend is an Agent (2009)
- Paradise (2009)
- Blind (2011)
- You're My Pet (2011)

## Premii
- 2008 - SBS Top Excellence Actress Award (pentru drama On Air)
- 2008 - SBS Drama Award - Top 10 Stars
- 2008 - Best Dresser
- 2008 - 29th Blue Dragon Film Awards - Popularity Award (pentru filmul Lovers of 6 Years)
- 2008 - Korea Drama Festival : Top Excellence Actress Award (Drama - On Air)
- 2004 - 40th Baeksang Arts Awards: Best Actress (pentru filmul Don't Believe Her)
- 2003 - 39th Baeksang Arts Awards: Popularity Award (pentru filmul My Tutor Friend)
- 2003 - 20th Best Dressed
- 2002 - MBC Best Actress (pentru drama Romance)
- 2001 - SBS Best Actress (pentru drama Piano)

## Reclame
- 2008 - Clio (Cosmetice), Designer Jeans (Taverniti So, Miss Me, și Mek Denim)
- 2007 - LG Curair (Șampon)
- 2006 - Rush 'n Cash
- 2004 - 002 (Telecom), Uni (Property agency), Mouth Rinsing Fluid, Old&New (Modă)(cu Bae Yong Joon)
- 2003 - A-noni (Suc de fructe), Old&New (Modă)(cu Bae Yong Joon), Blupepe (Modă: Sezonul primăvară)
- 2002 - Blupepe (Modă: Sezonul toamnă-iarnă), Old & New (cu Bae Yong Joon)
- 2001 - Juliet Gold (Bijuterii)(cu Go Soo), Green Tea, Lotte (Cafea)(cu Jo In Sung), Vatang (Cosmetice), NORTON(Modă), CLRIDE (Modă)
- 2000 - Julia Domestic, SI, Veople, Clride, Noton (Mobilă)(cu Yoo Ji Tae), LOTTE (Gumă de mestecat), Rosehill (Cosmetice)
- 1999 - LG 109, Motorola MP-9000, MAX Coffee, SI, Paul Wheeler (Modă)
- 1998 - STORM (Modă)